# Маргарета фон Ашеберг
Маргарета фон Ашеберг (швед. Margareta von Ascheberg; 9 липня 1671, Богуслен — 26 жовтня 1753) — шведська графиня, полковник Північної війни.

## Біографія
Молодша дитина фельдмаршала шведської армії Рутгера фон Ашеберга і Магдалени Елеонори Буссек. 26 січня 1691 року обвінчалася з полковником Челлом Крістофером Барнековом у Мальме, надалі супроводжувала чоловіка у всіх походах. У шлюбі народила чотирьох дітей: старшого в 1695 в розпал обстрілу Брюсселя. Після початку Північної війни чоловік був відкликаний до Швеції і очолив Сконський драгунський полк, який готувався до війни проти Росії, проте 19 грудня 1700 року він раптово помер від хвороби, яка перебігала з гарячкою.
Залишившись із чотирма малими дітьми, Маргарета фон Ашеберг взяла на себе відповідальність за управління маєтком і зобов'язалась забезпечити Сконський полк всім необхідним (за виконанням стежив полковник фон Бухвальдт). До весни 1702 року графиня завербувала близько 200 осіб полку і забезпечила його всім необхідним, а після відправлення полку з Крістіанстада зайняла адміністративну посаду, відповідаючи надалі за постачання полку. Фон Ашеберг листувалася з Карлом XII, королем Швеції, а серед сучасників здобула славу за свою працьовитість і турботу, оскільки виконала те, що вважалося непосильним для жінки.
В нагороду графиня фон Ашеберг отримала маєток Виттшевле, Русендаль і Эртофта  в Сконії, Гаммель-Чезі в Зеландії, Ралсвік і Стреу на Рюген; також вона придбала маєток Угеруп. Графиня успадкувала маєток Еліїнге, Севдеборг і Тостеруп. 
В подальшому після війни особисто виділяла кошти на школи і лікарні, а також анонімно жертвувала на різні потреби. Маргарета фон Ашеберг завоювала популярність і серед власних підданих, і серед слуг. У всій Сконії і в маєтку вона стала героїнею багатьох оповідань, пісень і народних переказів.